# 伊尔库早熟禾
伊尔库早熟禾（学名：Poa ircutica）为禾本科早熟禾属下的一个种。